# Asynarchus innuitorum
Asynarchus innuitorum är en nattsländeart som först beskrevs av Nimmo 1991.  Asynarchus innuitorum ingår i släktet Asynarchus och familjen husmasknattsländor. Inga underarter finns listade i Catalogue of Life.